# Liparetrus sericeus
Liparetrus sericeus är en skalbaggsart som beskrevs av Macleay 1871. Liparetrus sericeus ingår i släktet Liparetrus och familjen Melolonthidae. Inga underarter finns listade i Catalogue of Life.